# Ивановский сельсовет (Селемджинский район)
Ива́новский сельсове́т — сельское поселение в Селемджинском районе Амурской области.
Административный центр — село Ивановское.

## История
28 июня 2005 года в соответствии с Законом Амурской области № 25-ОЗ муниципальное образование наделено статусом сельского поселения. 

## Население
| 2002 | 2010 | 2011 | 2012 | 2013 | 2014 | 2015 |
| ---- | ---- | ---- | ---- | ---- | ---- | ---- |
| 399  | ↗416 | ↘415 | ↘394 | ↘391 | ↘385 | ↗389 |
| 2016 | 2017 | 2018 | 2021 |      |      |      |
| ↘384 | ↘375 | ↘374 | ↘317 |      |      |      |

## Состав городского поселения
| № | Населённый пункт | Тип населённого пункта       | Население |
| - | ---------------- | ---------------------------- | --------- |
| 1 | Ивановское       | село, административный центр | ↘317      |